# Peter Mattei
Peter Mattei (Piteå, 3 giugno 1965) è un baritono svedese.

## Biografia
Dopo gli studi all'Accademia reale svedese di musica debutta nel 1990 come Roberto ne La finta giardiniera (Mozart) di Mozart al Teatro del Castello di Drottningholm.

## Discografia
- Beethoven, Fidelio (Live, Lucerne Festival 2010) - Abbado/Kaufmann/Stemme, 2011 Decca
- Berlioz, Les Troyens - Colin Davis (direttore d'orchestra)/Sara Mingardo/Peter Mattei/Kenneth Tarver/London Symphony Orchestra, 2002 LSO - Grammy Award per Best Opera Recording e Grammy Award al miglior album di musica classica 2002
- Durufle: Complete Music for Choir - Peter Mattei/Elemer Lavotha/Mattias Wager/Paula Hoffman/St. Jacob's Chamber Choir/Gary Graden, 1983 BIS
- Mahler, Sinf. n. 8 - Chailly/CGO/Eaglen/Heppner, 2000 Decca
- Orff: Carmina Burana - Roland Pontinen/Love Derwinger/Allmanna Sangen/Cecilia Rydinger Alin/Kroumata Percussion Ensemble/Peter Mattei/Uppsala Choir School children's choir/Lena Nordin/Hans Dornbusch, 1995 BIS
- Stenhammar: Songs, Opp. 7, 8, 16, 20, and 26 - Bengt-Ake Lundin/Peter Mattei, 1994 BIS
- Mattei: Great Baritone Arias - Peter Mattei/Lawrence Renes/Royal Stockholm Philharmonic Orchestra, 2011 BIS
- Mattei: Once in My Life - Peter Mattei/Norrkoping Symphony Orchestra, 2013 LB-Naxos

## DVD & BLU-RAY
- Ciaikovsky, Eugene Onegin - Barenboim/Mattei/Samuil/Kaiser, 2007 Deutsche Grammophon
- Mozart, Don Giovanni (Scala, 7 dicembre 2014) - Barenboim/Terfel/Netrebko/Mattei/Frittoli, 2015 Deutsche Grammophon
- Mozart: Le nozze di Figaro (Paris National Opera, 2006) - Peter Mattei/Lorenzo Regazzo/Sylvain Cambreling, Opus Arte/Naxos